# Osama al-Muwallad
Osama Mabrook Awad al-Muwallad al-Harbi (arabisch أسامة المولد, DMG Usāma al-Muwallad; * 16. Mai 1984 in Dschidda) ist ein ehemaliger saudi-arabischer Fußballspieler.

## Karriere

### Verein
Er begann seine Laufbahn in der Jugend von al-Ittihad und wechselte zur Saison 2001/02 in die erste Mannschaft. Nach der Saison 2015/16 beendete er seine Karriere hier.

### Nationalmannschaft
Sein erstes Spiel für die saudi-arabische Nationalmannschaft war am 6. Oktober 2004 bei einem 2:2-Freundschaftsspiel gegen Syrien. Hier erzielte er in der 27. Minute mit dem zwischenzeitlichen 1:0 sein erstes Länderspieltor. Nach ein paar weiteren Freundschafts- und Qualifikationsspielen, hatte er beim Golfpokal 2010 seine ersten Einsätze bei einem Turnier. Ein Jahr später hatte er bei der Asienmeisterschaft 2011 ein paar Spiele. Sein letztes Turnier war der Golfpokal 2013. Sein letztes Spiel für die Nationalmannschaft war am 6. Februar 2013 ein 2:1-Sieg über China während der Qualifikation für die Asienmeisterschaft 2015.